# Pezizaceae
Famille

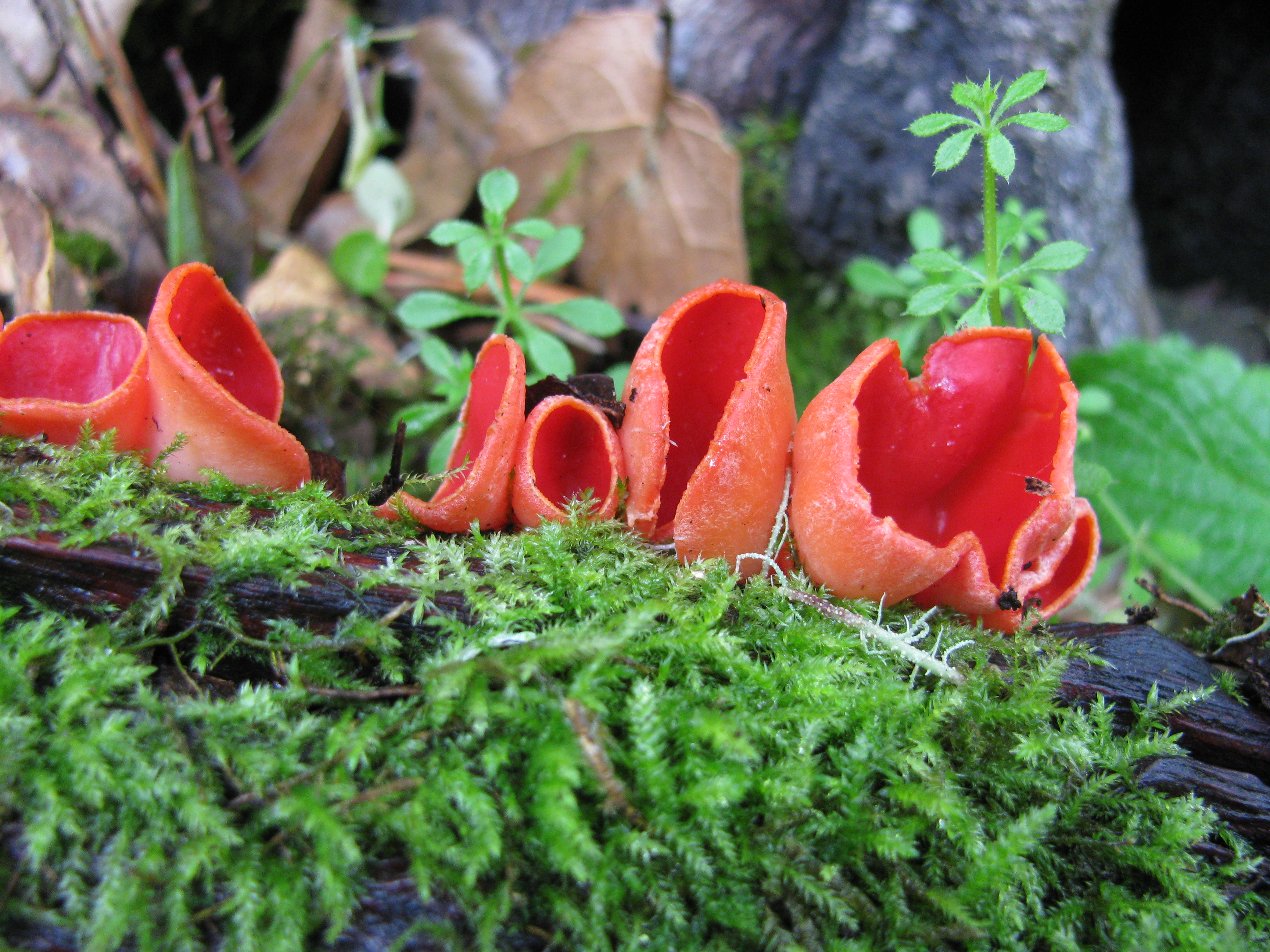
Sarcoscypha coccinea

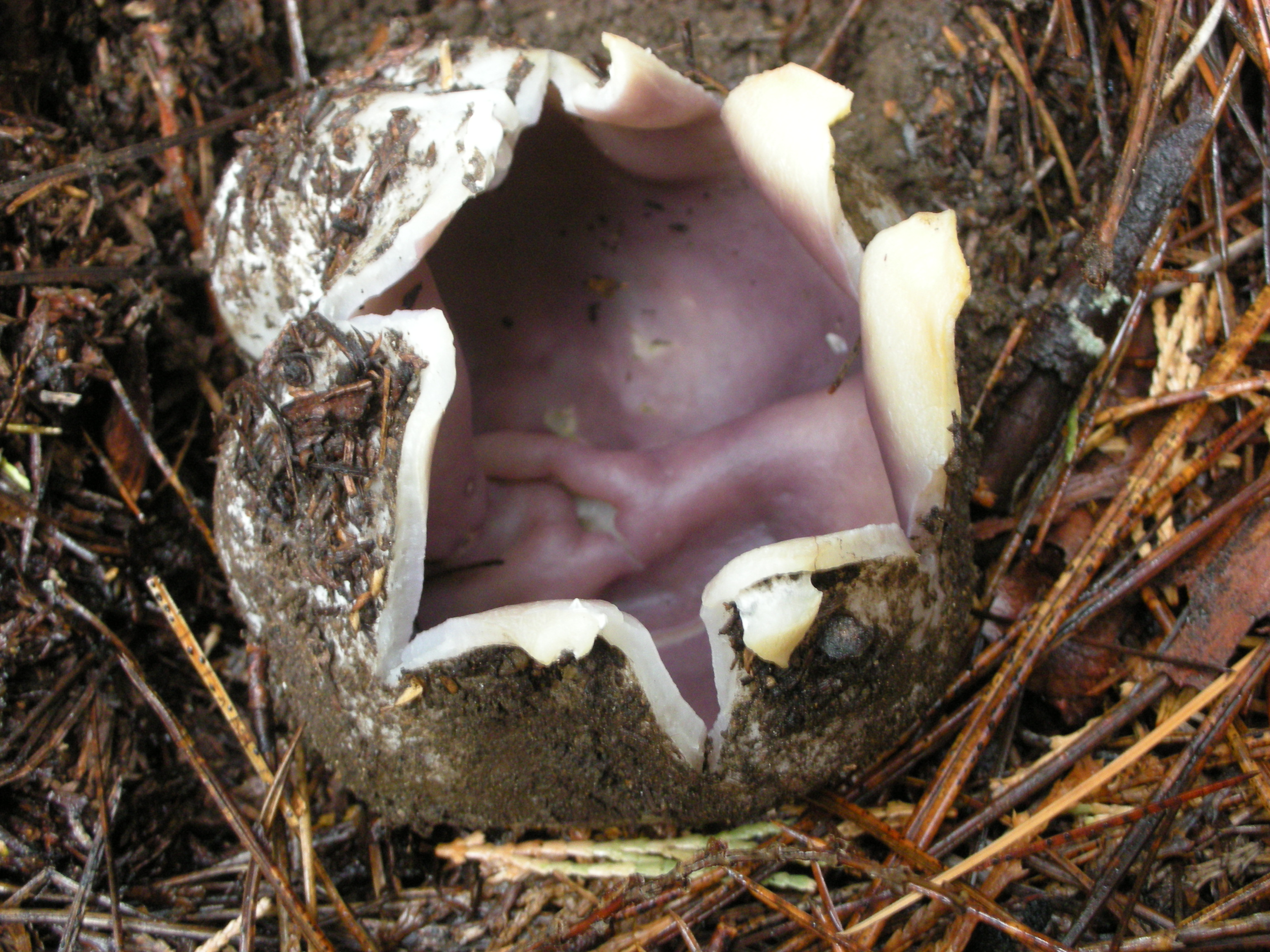
Sarcosphaera coronaria

Les Pezizaceae sont une famille de champignons ascomycètes. Elle comprend une trentaine de genres, dont les pézizes et environ 230 espèces.

## Caractéristiques

### Forme du sporophore
Ces champignons produisent des sporophores qui tendent à se développer sous la forme d'une "coupe". Les spores se forment sur la surface intérieure du sporophore. La forme de coupe sert généralement à concentrer les spores dans les gouttes de pluie qui éclaboussent et projettent les spores hors du bol. En outre, la courbure permet à de petits courants (de vent) de souffler les spores d'une manière différente de celles des agarics et des bolets.
Les coupes de ces champignons vont grandir en formes particulières, souvent ressemblant à des tasses, des bols ou des soucoupes. Par exemple, Aleuria aurantia va ressembler à des croûtes d'orange jetées. Elles peuvent être vivement colorées, comme une tasse écarlate Sarcoscypha coccinea, qui est souvent où elle pousse sont l'un des premiers signes du printemps.
Les asques sont amyloïdes, (elles virent au bleu à la teinture d'iode).

## Classification Phylogénétique
La classification phylogénétique des pezizaceae, connue depuis 2001, fait apparaître sept clades 

### Phylogramme des Pezizaceae
- Pezizales
  - Neolecta
    - Verpa
    - Ascobolus
      - Pezizaceae
        - Clade I
          - Peziza Gerardii
          - Marceleina tuberculispora
          - Marceleina persoonii

        - Peziza natrophyla
        - Peziza queletidotia
          - Clade II
            - Peziza subisabellina
            - Peziza bananicola

          - Clade III
            - Amylascus tasmanicus
            - Glischroderma  sp.
              - Scabropezia scabrosa

            - Pachyella babingtoni
            - Pachyella violaceonigra
            - Pachyella punctispora

          - Clade IV a
            - Kimbropezia  campestri
            - Peziza anmlophila
              - Peziza domiciliana
                - Peziza nivalis
                  - Peziza ampliata
                    - Peziza fimeti
                    - Peziza  granulosa
                    - Peziza sp. 5
                    - Peziza sp. 2

                  - Peziza arvernensis
                  - Pfistera pyrophila
                    - Peziza echinispora
                      - Peziza aff. merdae
                      - Peziza cerea
                      - Peziza micropus

            - Clade IV b
              - Peziza subcitrina
              - Peziza ampelina
                - Peziza subviolacea
                  - Peziza lobulata
                    - Peziza subviolacea
                      - Peziza proteana
                      - Peziza petersii
                        - Peziza howsei
                        - Peziza emileia
                          - Peziza exogelatinosa

          - Clade V
            - Peziza michelii
            - Peziza aff. brunneoatra
            - Peziza succosa
            - Peziza succosella
              - Peziza sp. 3
              - Sarcosphaera coronaria
                - Hydnotryopsis setcheilti
                  - Hydnotryopsis  sp.

          - Clade VI
            - Plicaria trachycarpa
            - Plicaria acanthodictya
            - Plicaria carbonaria
            - Plicaria endocarpoides
              - Peziza phyllogena
                - Peziza vacinii
                  - Ruhlandiella  berolinensis
                  - Peziza ostracoder
                  - Tirmania nivea
                  - Tirmania  pinoyi
                    - Peziza whitei
                      - Peziza ellipsospora
                      - Cazia flexiascus
                        - Peziza badiofusca
                        - Peziza sp. 1
                        - Peziza limnaea
                        - Peziza badia
                        - Peziza alaskana

                      - Peziza saniosa
                      - Peziza depressa
                      - Peziza atrovinosa
                      - Peziza griseorosea

          - Clade VII a
            - Peziza luteoloflavida
              - Peziza polaripapulata
              - Peziza sp. 4

          - Clade VII b
            - Lodowynnea auriformis

## Classification Linnéenne
D'après la 10e édition du Dictionary of the Fungi (2007), cette famille est constituée des genres suivants :
- Adelphella
- Amylascus
- Boudiera
- Calongea
- Cazia
- Chromelosporium
(genre anamorphe)
- Cleistoiodophanus
- Elderia
- Eremiomyces
- Glischroderma
- Hapsidomyces
- Hydnoplicata
- Hydnotryopsis
- Iodophanus
- Iodowynnea
- Kalahartuber
- Kimbropezia
- Marcelleina
- Mattiroliomyces
- Muciturbo
- Mycoclelandia
- Ostracoderma
(genre anamorphe)
- Pachyella
- Pachyphloeus
- Peziza
- Plicaria
- Rhodopeziza
- Ruhlandiella
- Sarcosphaera
- Scabropezia
- Sphaerozone
- Terfezia